# Оберучевы
Оберучевы (Аберучевы) — дворянский род.
Потомство Исая Иванова Аберучева (1634), род записан в VI часть родословной книги Костромской губернии и имеет Высочайше утверждённый герб (см. ниже).
Другой древний русский дворянский род Оберучевых восходит к середине XVII в. (родоначальник — рейтар Иван Васильевич Аберучев) и записан в VI часть родословной книги Смоленской губернии.

## Описание герба
В красном полe горизонтально изображена серебряная стена, из которой между двумя башнями виден до половины выходящий лев с мечом, обращенный в правую сторону.
На щите дворянский коронованный шлем. Намёт на щите красный, подложенный серебром. Герб рода Оберучевых внесен в Часть 7 Общего гербовника дворянских родов Всероссийской империи, стр. 88.

## Известные представители
- Оберучев Степан Акинфеевич - стряпчий (1692).
- Оберучев Фёдор Григорьевич - московский дворянин (1692)[1].